# Atep (piłkarz)
Atep (ur. 5 czerwca 1985 w Cianjurze) – indonezyjski piłkarz grający na pozycji pomocnika.

## Kariera klubowa
Karierę piłkarską Atep rozpoczął w klubie UNI Bandung. Grał tam w drużynie juniorów, podobnie jak potem w juniorach Persibu Bandung. W 2003 roku przeszedł do zespołu Persiba Bantul. W jego barwach zadebiutował w indonezyjskiej pierwszej lidze. W 2004 roku odszedł do Persiji Dżakarta. W 2005 roku wywalczył z nim wicemistrzostwo kraju. W połowie 2008 roku wrócił do Persibu Bandung.

## Kariera reprezentacyjna
W reprezentacji Indonezji Atep zadebiutował w 2006 roku. W 2007 roku został powołany przez selekcjonera Iwana Kolewa do kadry na Puchar Azji 2007. Na tym turnieju rozegrał jedno spotkanie, z Arabią Saudyjską (1:2).